# Campeonato Rondoniense de Futebol de 2015
A 74.ª edição do Campeonato Rondoniense Gazin de Futebol Profissional de 2015, por motivos de patrocínio foi realizado entre os dias 5 de abril e 21 de junho de 2015 e contou com a participação de apenas 5 clubes.

## Participantes
| Equipe       | Cidade        | Em 2014        | Estádio            | Capacidade | Títulos            |
| Ariquemes[a] | Ariquemes     | 2ª A           | Valerião           | 5 000      | 0 (não possui)     |
| Genus        | Porto Velho   | 6º A           | Aluizão            | 7 000      | 0 (não possui)     |
| Guajará      | Guajará-Mirim | Não participou | João Saldanha      | 3 000      | 1 (em 2000)        |
| Ji-Paraná    | Ji-Paraná     | 7º A           | Biancão            | 5 000      | 9 (último em 2012) |
| Vilhena      | Vilhena       | 1º A           | Portal da Amazônia | 5 000      | 5 (último em 2014) |

- a ^ Ariquemes pode ficar de fora do Campeonato Rondoniense 2015.[3]

## Regulamento
As 5 equipes se enfrentam em dois turnos. No primeiro turno as equipes se enfrentam em partidas de ida e as duas melhores fazem a final, valendo vaga para a Série D 2015. Já no segundo turno, o campeão garante vaga para a Copa Verde 2016.

Após as duas fases, será realizada a final da competição com os campeões dos dois turno se enfrentando em partidas de ida e volta. Caso o vencedor dos 1º e  2º turnos seja o mesmo, ele será o campeão Rondoniense 2015. Ao campeão da competição cabe a vaga na Copa do Brasil 2016.

## Primeiro Turno
| Pos. | Equipe    | Pts | J | V | E | D | GP | GC | SG |
| ---- | --------- | --- | - | - | - | - | -- | -- | -- |
| 1    | Vilhena   | 8   | 4 | 2 | 2 | 0 | 7  | 2  | +5 |
| 2    | Ji-Paraná | 8   | 4 | 2 | 2 | 0 | 6  | 2  | +4 |
| 3    | Ariquemes | 5   | 4 | 1 | 2 | 1 | 4  | 5  | -1 |
| 4    | Genus     | 3   | 4 | 0 | 3 | 1 | 2  | 3  | -1 |
| 5    | Guajará   | 1   | 4 | 0 | 1 | 3 | 0  | 7  | -7 |

### Finais ida e volta
| 7 de maio | Ji-Paraná          | 1 – 1 | Vilhena    | Biancão, Ji-Paraná                                                            |
| 20:30     | André Morosini 47' |       | Cabixi 38' | Público: 983 pagantes Renda: R$ 16.660,00 Árbitro: RO Fledes Rodrigues Santos |

| 10 de maio | Vilhena                                       | 4 – 0 | Ji-Paraná | Portal da Amazônia, Vilhena                                                        |
| 16:00      | Cabixi 22' 72' · Edilsinho 49' · Salatiel 86' |       |           | Público: 419 pagantes Renda: R$ 7.710,00 Árbitro: RO Arnoldo Vasconcelos Figarella |

## Segundo Turno
| Pos. | Equipe    | Pts | J | V | E | D | GP | GC | SG  |
| ---- | --------- | --- | - | - | - | - | -- | -- | --- |
| 1    | Vilhena   | 12  | 4 | 4 | 0 | 0 | 9  | 1  | +8  |
| 2    | Genus     | 9   | 4 | 3 | 0 | 1 | 9  | 2  | +7  |
| 3    | Ariquemes | 4   | 4 | 1 | 1 | 2 | 4  | 3  | +1  |
| 4    | Ji-Paraná | 3   | 4 | 1 | 0 | 3 | 6  | 10 | -4  |
| 5    | Guajará   | 1   | 4 | 0 | 1 | 3 | 0  | 12 | -12 |

### Finais ida e volta
| 18 de junho | Genus           | 1 – 0 | Vilhena | Aluízio Ferreira, Porto Velho                                                       |
| 20:00       | Fernandinho 71' |       |         | Público: 700 pagantes Renda: R$ 11.000,00 Árbitro: RO Arnoldo Vasconcelos Figarella |

| 21 de junho | Vilhena    | 1 - 1 | Genus         | Portal da Amazônia, Vilhena                                                   |
| 15:30       | Cabixi 97' |       | Tcharlles 65' | Público: 916 pagantes Renda: R$ 10.830,00 Árbitro: RO Sidnei Pereira Oliveira |

## Final do Estadual 2015

### Finais ida e volta
| 28 de junho | Genus                      | 2 – 1 | Vilhena    | Estádio Aluizão, Porto Velho                                                  |
| 20:00       | Tcharles 7' · Tcharles 38' |       | Cabixi 64' | Público: 3,200 Pagantes Renda: R$ 47.000,00 Árbitro: RO Jonathan Antero Silva |

| 4 de julho | Vilhena                        | 3 – 4 | Genus                                                     | Portal da Amazônia, Vilhena                                                         |
| 16:00      | Edilsinho 10' · Cabixi 39' 69' |       | Fernandinho 53' (Pen) · Thiago Xuxa 63' 70' · Guarate 82' | Público: 887 pagantes Renda: R$ 10.640,00 Árbitro: RO Arnoldo Vasconcelos Figarella |

## Campeão
| Campeão Rondoniense de 2015 |
| --------------------------- |
| Genus (1° título)           |

| Vice Campeão: | Terceiro colocado: | Quarto colocado: |
| ------------- | ------------------ | ---------------- |
| Vilhena       | Ji-Paraná          | Ariquemes        |

## Classificação Final
| Pos. | Equipe    | Pts | J  | V | E | D | GP | GC | SG  | Classificação ou Rebaixamento |
| ---- | --------- | --- | -- | - | - | - | -- | -- | --- | ----------------------------- |
| 1    | Vilhena   | 24  | 12 | 7 | 3 | 2 | 22 | 7  | +15 |                               |
| 2    | Genus     | 18  | 11 | 5 | 3 | 2 | 14 | 6  | +8  |                               |
| 3    | Ji-Paraná | 12  | 10 | 3 | 3 | 4 | 13 | 17 | -4  |                               |
| 4    | Ariquemes | 9   | 8  | 2 | 3 | 3 | 8  | 8  | 0   |                               |
| 5    | Guajará   | 2   | 7  | 0 | 2 | 5 | 0  | 19 | -19 |                               |